# BMPT

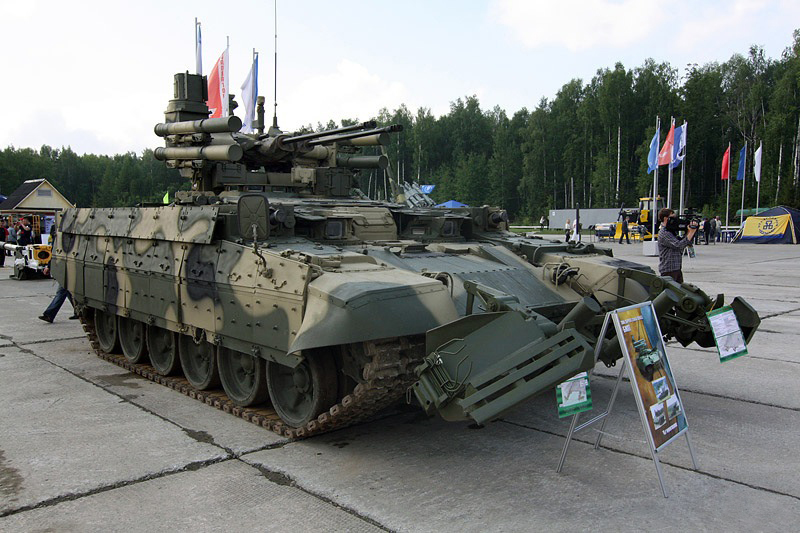

A BMPT (oroszul: БМПТ – Боевая машина поддержки танков / Bojevaja masina podgyerzski tankov) Oroszországban kifejlesztett harckocsi-támogató vagy tűztámogató harcjármű. A harckocsik és a gépesített lövész csapatok tűztámogatására, elsősorban városi harcra, a csecsenföldi harcok tapasztalata alapján kifejlesztett erős páncélvédettségű harcjármű. Nem hivatalos beceneve Terminátor (oroszosan Tyerminator). A jármű több változatban készült, alvázként a kiselejtezett T–72 harckocsik szolgálnak, de ismert T–90 és T–80 alvázra épített változata is. A távirányítású toronyban nincs kezelőszemélyzet, a személyzet mind az öt tagja a páncéltestben helyezkedik el. Az orosz hadseregben 2005 óta alkalmazzák kis mennyiségben.

## Története
A harcjárműkategória kifejlesztése az 1980-as évek közepén kezdődött. Az első változatokat a Cseljabinszki Traktorgyár (CSTZ) készítette az Omszktranszmas tervezőirodájával együttműködve a T–72A harckocsi alapjain. Később, az 1990-es évek elején az Omszktranszmas az első csecsen háború tapasztalataiból kiindulva a T–55-ös alvázán készített ilyen harcjárművet, ez volt a BTR-T. (Az első csecsen háború tapasztalatai azt mutatták, hogy az orosz hadsereg által bevetett gyalogsági harcjárművek páncélvédettsége és tűzereje elégtelen volt a városi harcokban.)
Az 1990-es évek végén az Uralvagonzavod tervezőirodája, az UKBTM dolgozott ki egy tűztámogató harcjárművet, szintén a T–72-re alapozva. Ez kezdetben Objekt 199. gyári jelzéssel volt ismert. A két darab 30 mm-es 2A42 gépágyúval és két páros 9M133 Kornyet páncéltörőrakéta-indítóval felszerelt harcjármű fejlesztése 2006-ban fejeződött be és akkor négy darabot gyártottak belőle.